# Archives de Strasbourg
Les Archives de la Ville et de l'Eurométropole de Strasbourg, ou Archives de Strasbourg, sont un service d’archives communales de la ville et de l’Eurométropole de Strasbourg. Installées depuis 2004 au 32, avenue du Rhin, elles conservent 14 kilomètres linéaires d'archives.
Elles ont notamment en charge les archives de la Ville de Strasbourg, de la Communauté urbaine de Strasbourg de 1966 à 2015, et depuis sa création le 1er janvier 2015 celles de l'Eurométropole de Strasbourg. Les Archives de Strasbourg conservent également les fonds de fondations comme l’œuvre Notre-Dame, de la Fondation Saint-Thomas ainsi que de nombreux fonds privés.

## Histoire

### Création (1399-1628)
Bien que l’administration de l’Argentoratum romaine disposât sans aucun doute d’archives et de moyens pour les gérer, les premières mentions liées à une préoccupation de l’administration pour la gestion de ses documents remontent à la fin du XIVe siècle. Ainsi, le 18 mars 1399, les échevins demandent que soit construit au plus vite un local adapté afin de mettre à l’abri les archives ; certains auteurs, comme Joseph Brauner, font de cette date celle de la fondation des Archives de Strasbourg. À cette époque, la gestion des archives se limite toutefois largement à accumuler les documents dans les dépôts : il n’y a alors pas d’archiviste, pas d’inventaire et peu de classement.
Il faut attendre la fin du XVIe siècle pour qu’un employé municipal se voit spécifiquement attribuer la charge de gérer les archives avec la nomination de Joseph Jundt au poste de registrator cancellariae, « registrateur de la chancellerie » en 1582. C’est toutefois son successeur Laurent Clussrath, arrivé en poste le 25 mars 1594, qui entreprend pour la première fois l’inventaire systématique des fonds. Il obtient par ailleurs la mise en place d’une commission des archives au sein du Conseil des XIII, dont certains membres sont nommés Obere Archivherren, « inspecteurs des archives ». Ce travail est poursuivit par son successeur, Jean Ulric Fried, nommé le 23 mars 1622, qui perfectionne le classement et rédige les premiers instruments de recherche, ce qui lui vaut de recevoir en 1628 le titre de archigrammateus civitatis Argentinensis, « grand secrétaire de la ville de Strasbourg ».

### Destructions et réparations (1686-1918)
Le fonds subit une première amputation lors de l’incendie de la chancellerie dans la nuit du 12 au 13 novembre 1686, mais c’est surtout à la fin du XVIIIe siècle qu’il subit d’importants dégâts. Ceux-ci débutent le 21 juillet 1789 avec le saccage de l’hôtel de ville, pendant lequel la majeure partie des archives conservées au Neue Bau est jetée par les fenêtres du bâtiment. Une partie est récupérée par la suite, mais un second coup leur est infligé lors de la Terreur : le 20 novembre 1793 une grande quantité de documents — les témoignages évoquent quinze chariots plein — est brûlée en place publique. Dans les décennies suivantes, les documents restant ne font guère l’objet d’attentions et sont progressivement dispersés et dégradés par les déménagements successifs et les conditions de stockage inadaptées. Le poste de responsable des archives disparaît également, la fonction étant simplement confiée à un chef de la comptabilité.
Ce n’est qu’un peu avant le milieu du XIXe siècle que l’administration municipale, confrontées à des procès dans lesquels elle peine à faire valoir ses droits, se préoccupe de nouveau de ses archives. En mai 1843, Louis Schneegans est nommé archiviste de la ville et chargé de la lourde tâche de reclasser des fonds alors totalement désordonnés. Le bombardement de la ville par les Prussiens en 1870 entraîne une nouvelle fois des pertes, bien que le responsable des archives, Jean-Charles Brucker, parvienne à en mettre à l’abri la majeure partie. Brucker réalise également au cours de sa carrière un travail important de restauration, de remise en ordre des fonds et publie de nouveaux répertoires entre 1878 et 1886. L’une des premières tâches du successeur de Brucker, Otto Winckelmann, est d’organiser le déménagement des archives, désormais à l’hôtel de ville, vers des locaux plus adaptés situés place de l’Hôpital. Winckelmann entreprend également de séparer les chartes des autres documents afin d’améliorer leur préservation.

### Difficultés de gestion des archives contemporaines (1918-2004)
Winckelmann est contraint de quitter Strasbourg après la Première Guerre mondiale et il est décidé dans le même temps de fusionner les Archives avec la bibliothèque municipale afin de faire des économies. À la fin des années 1920, les Archives sont toutefois confrontées à un problème de gestion : seules les archives considérées comme historiques, c’est-à-dire antérieures à 1789, ont alors fait l’objet de soins et il n’existe pas de méthode de gestion des archives administratives contemporaines, qui ne sont pour la plupart pas collectées, d’autant que la place manque dans les magasins. Cette situation persiste dans les décennies suivantes, au point qu’il devient admis que les Archives municipales n’ont vocation qu’à accueillir les documents considérés comme historiques et ayant un intérêt culturel. La plupart des documents administratifs contemporains sont par conséquent conservés dans les services, qui gèrent chacun leurs propres archives.
Une tentative de créer un enregistrement central, serpent de mer depuis 1736, est faite lorsque les services de la Ville et de la Communauté urbaine de Strasbourg (CUS) sont partiellement fusionnés en 1976,. Elle est toutefois un échec, faute de moyens et de personnel qualifié, et contribue à empirer une situation déjà très dégradée. À la fin des années 1980, il n’y a ainsi plus de contrôle sur la production documentaire, chaque service stockant et détruisant les documents selon ses propres règles tandis que les dépôts d’archives sont totalement saturés du fait de l’absence de gestion de ces espaces. Afin de redresser la situation, un second service d’archives est créé en 1992. Baptisé « service des archives contemporaines », il est rattaché à la CUS. Bien que principalement orienté records management et préarchivage, ce service assure également la conservation définitive de certains fonds. Les locaux du service des archives patrimoniales étant saturés, celui-ci n’est en effet plus en mesure de recevoir de nouveaux versement à cette époque.

### Les nouvelles archives
Ce problème est résolu avec l’ouverture en 2004 d’un nouveau bâtiment permettant d’offrir des espaces plus vastes et modernes. Les deux anciens services d’archives sont dans le même temps fusionnés pour former le service des Archives de la Ville et de la Communauté urbaine de Strasbourg. Ces actions permettent de rationaliser la prise en charge et la mise à disposition des documents. L’ensemble des fonds est ainsi rassemblé au même endroit avec une salle de lecture unique, alors qu’auparavant le lecteur devait aller d’un lieu à l’autre selon les documents qu’il cherchait. Les nouveaux locaux permettent également de développer les actions de valorisation avec des expositions et l’accueil du public scolaire.

## Missions

### Collecte, classement et conservation
Les Archives de Strasbourg ont pour mission principale la collecte des archives des administrations de son ressort territorial. Elles reçoivent ainsi les documents produits par l’administration municipale depuis le Moyen Âge, ainsi que ceux de l’intercommunalité, c’est-à-dire la Communauté urbaine de Strasbourg de 1968 à 2014 puis sa successeure l’Eurométropole de Strasbourg depuis 2015. La fonction archive n’ayant toutefois pas été mutualisée au sein de l’intercommunalité, il ne s’agit que des documents produits par l’exécutif et les services mutualisés ; les documents propres aux communes, par exemple leur état-civil, y sont conservés puis versés aux archives départementales du Bas-Rhin — devenues archives de la Collectivité européenne d’Alsace depuis 2021.
Hors de leur ressort obligatoire, les Archives de Strasbourg peuvent prendre également en charge des documents provenant de sociétés d’économie mixte, de syndicats intercommunaux ou d’établissements publics gérés par l’exécutif municipal ou intercommunal. Elles reçoivent ainsi les documents de la Compagnie des transports strasbourgeois, ceux de l’Opéra du Rhin, de l’hôpital civil, etc. Elles acceptent enfin les dons, dépôts et legs de documents provenant de personnes privées physiques ou morales.
Le service des Archives assure également le classement et la conservation des documents qu’il collecte. La plupart des versements font ainsi l’objet d’opérations de classement visant à en trier et organiser le contenu par l’élimination des doubles et autres documents sans intérêt informatif ainsi que par leur description et indexation. Il veille également à la préservation des documents versés en leur assurant des conditions de conservation adéquates, en prévenant les risques et en réalisant leur restauration si nécessaire.

### Communication
La finalité de la collecte est de pouvoir communiquer les documents aux personnes en faisant la demande. Il existe deux types et trois modes de communication. Les deux types sont d’une part la communication au public et celle dite administrative, à destination des services de la collectivité. Afin d’assurer le bon fonctionnement de l’administration, ces derniers disposent en effet d’un accès illimité aux documents qu’ils ont versés. Le public peut consulter les documents dans la salle de lecture du bâtiment des archives ou, pour les documents numérisés, sur le portail internet. Dans le cas des communications administratives, il existe un troisième mode qui consiste à prêter le dossier au service, là aussi dans le but de faciliter le travail de l’administration.

## Fonds

### Fonds administratifs

#### Fonds administratifs antérieurs à la Révolution
Avant la Révolution, les fonds sont classés en fonction de leur lieu de conservation ou de leur origine. Il existe ainsi entre autres une série G.U.P. pour Gewölbe unter den Pflaz, « caveau sous l’hôtel de ville », ou K.S. pour Kontraktstube, « chambre des contrats ». Après la parution de l’instruction réglementant le cadre de classement des archives communales le 25 août 1857, l’archiviste Jean-Charles Brucker tente de la mettre en œuvre et entreprend le déclassement des anciens fonds pour créer les nouvelles séries. Il constitue ainsi la série AA, actes constitutifs et politiques de la commune, mais l’ampleur de la tâche apparaît rapidement et l’entreprise s’arrête là.
L’ancien classement est donc largement conservé, bien que par la suite une numérotation en chiffres romains ait été substituée aux abréviations allemandes pour une partie des séries, la série G.U.P devenant ainsi la série III. La seule autre altération à l’ordre d’origine est l’extraction à des fins de préservation des chartes pour constituer une série spéciale cotée CH. Otto Winckelmann, l’auteur de cette opération, a toutefois pris soin d’indiquer la cote du dossier d’origine sur chaque charte. À l’inverse, Brucker n’a établi aucun lien logique lorsqu’il a constitué la série AA, ce qui empêche désormais souvent de connaître le dossier d’origine des documents de cette série.

#### Fonds administratifs modernes
Les fonds administratifs modernes dérogent également au cadre de classement des archives communales : en lieu et place des séries de celui-ci, l’ensemble des documents administratifs postérieurs à la Révolution sont classés suivant une cotation continue. Il n’existe ainsi que deux séries, divisant les versements de manière chronologique : la série MW couvrant la période de la Révolution à 1960 et la série W comprenant les documents postérieurs à 1960. Quelques exceptions existent, les documents anciens entrés tardivement dans des versements en W ayant été laissés dans cette série.
Deux fonds se distinguent au sein des séries MW et W. Le fonds de la Baupolizei, devenue plus tard Police du Bâtiment, contient les dossiers relatifs à l’urbanisme et aux constructions, notamment les dossiers de permis de construire et leurs plans depuis 1884. Il est ainsi précieux pour les historiens du bâti, mais également pour les architectes devant intervenir sur des constructions préexistantes. Le second est composé des fichiers domiciliaires recensant de 1795 à 1985 les habitants de la ville, avec à partir de 1874 des fiches nominatives traçant les lieux de résidence successifs d’une même personne, augmentées de renseignement personnels. Ce fonds est très utilisé à des fins de généalogie, mais les fiches actives après 1940 ne sont pas librement consultables afin de protéger la vie privée des personnes.

### État civil et notariat
Le service des Archives conserve dans la série E les registres de l’état civil de la commune de Strasbourg. Pour la période précédent la Révolution, la série RP contient les registres paroissiaux à partir du XVIe siècle pour les paroisses protestantes et de 1681 pour les paroisses catholiques.
Plusieurs séries contiennent en outre des actes notariés. Les plus anciens, en série KS, sont ceux passés devant l’officialité épiscopales entre 1450 et 1633. Ils sont complétés entre 1598 et 1755 par la série NOT constituée des actes passés dans les études strasbourgeoises. D’autres actes de la même période et tous les actes plus récents se trouvent dans les fonds des archives du Bas-Rhin.

### Fondations et institutions
Les Archives de Strasbourg conservent des documents liés à trois grandes institutions strasbourgeoises, qui ont la particularité d’avoir été depuis le Moyen âge les plus gros propriétaires fonciers d’Alsace : l’Hôpital civil, le chapitre de Saint-Thomas et l’Œuvre Notre-Dame. Le fonds de l’Hôpital, coté AH, contient une partie ancienne (1 AH), entrée en 1840 et constituée des documents du XIIe siècle à cette date. Les sous-séries suivantes sont de plus petits versement portant sur la gestion de l’Hôpital jusqu’au début des années 1960, ainsi que les archives propres aux fondations appartenant à celui-ci, comme la Fondation Saint-Marc ou la Fondation des Hospices civils.
Le fonds du chapitre luthérien de Saint-Thomas est entré en 1907 et contient non seulement les documents liés à la gestion foncière des nombreuses propriétés de l’institution depuis le XVIe siècle, mais aussi les archives personnelles de théologiens protestants comme Martin Bucer ou Jean Marbach ainsi que celles de l’université protestante fondée au XVIe siècle. Le fonds de l’Œuvre Notre-Dame enfin contient la plupart des documents antérieurs à la Révolution de cette institution chargée de la construction et de l’entretien de la cathédrale de Strasbourg, qui possède également un important patrimoine foncier. Outre les éléments anciens, le fonds comprend aussi des documents administratifs des XIXe et XXe siècles ainsi que les livres d’or des visiteurs de la plateforme de la cathédrale. L’ensemble des documents techniques et des fonds iconographiques reste toutefois conservé au siège de l’organisation, à la maison de l’Œuvre Notre-Dame, tandis que les plans du Moyen Âge sont exposés au Musée de l’Œuvre Notre-Dame.

### Fonds privés
La série Z regroupe les fonds de personnes physiques et morales privées collectés via achat, don ou legs. Ce fonds est très diversifié, avec des archives d’entreprises comme les brasseries Schutzenberger et Kronenbourg ou la manufacture d’orgues Alfred Kern, d’artistes et d’architectes comme Gustave Stoskopf et Émile Salomon, d’associations comme l’AFGES, d’organisation religieuses, comme le Grand chapitre de Strasbourg, ou maçonniques comme la loge maçonnique des Frères Réunis.

### Fonds iconographiques, topographiques et audiovisuels
Les collections comptent plusieurs centaines de milliers de photographies, plans, affiches et enregistrements, qui sont cotés soit selon leur série d’origine, soit selon des séries spéciales : Fi pour l’iconographie et Pl pour les plans. Le fonds iconographique contient notamment des vues produites par la municipalité elle-même pour documenter les grands chantiers et événements depuis la fin du XIXe siècle, par exemple la réalisation de la Grande-Percée, ainsi que des fonds d’artistes, tels Lucien Blumer, Charles Winter ou encore Théophile Schuler. Il comprend également plus de dix mille affiches et placards, dont plusieurs milliers antérieurs à 1900, ainsi qu’environ six mille cartes postales sur Strasbourg et ses alentours. La collection contient en revanche peu de gravures, qui sont plutôt conservées par le Cabinet des estampes. De même, le fonds audiovisuel est limité aux enregistrements produits par les services de la Ville et de l’intercommunalité, ainsi qu’à quelques productions amateurs se trouvant dans les fonds privés. 

### Bibliothèque
La bibliothèque comprend environ vingt mille volumes permettant d’aider les chercheurs. La plupart sont des ouvrages et périodiques portant sur l’histoire locale. Elle comprend également la bibliothèque administrative, qui regroupe les publications officielles ainsi que de la documentation technique et juridique provenant des services administratifs depuis le XIXe siècle. Certains de ces ouvrages sont rares ou unique, de même que les rapports, mémoires et thèses conservés dans la section des manuscrits. Enfin, la bibliothèque abrite également le fonds patrimonial de la Haute École des arts du Rhin.

### Fonds disparus
À la fin du XVIIe siècle, les Archives de Strasbourg constituent l’un des fonds le plus importants du Saint-Empire romain germanique et servent de collection de référence, sollicitée lorsque les archives impériales ou celles des autres villes d’Empire sont lacunaires. Ce fonds est toutefois grandement amputé aux XVIIIe et XIXe siècles, avec notamment la disparition à la Révolution des procès-verbaux du Conseil du XIVe siècle jusqu’au milieu du XVIe siècle. Par ailleurs, l’ensemble des actes de procédures civiles et judiciaires, en particulier les protocoles judiciaires du Grand Sénat, ont disparu dans l’incendie du tribunal pendant le bombardement de Strasbourg de 1870. Outre les catastrophes, les fonds sont également victimes des nombreux déménagements qui ont lieu pendant cette période, pendant lesquels il est courant de détruire les documents perçus comme inutiles afin de réduire le volume à transporter.

## Lieux de conservation

### Anciens bâtiments
Au Moyen Âge, les archives sont éparpillées entre différents lieux de stockage. La majeure partie des documents financiers sont gardés dans la tour aux Pfennigs, mais certains de ceux-ci, ainsi que les autres documents administratifs se trouvent à la Pfalz et à la chancellerie. Après la construction du Neue Bau à la fin du XVIe siècle, les fonds y sont progressivement déplacés.
Après la Révolution, les archives sont dispersées entre différents lieux, dont aucun n’est adapté au stockage de longue durée de tels documents : combles de l’ancienne église des Dominicains, grenier du Palais Rohan puis de l’hôtel de Hanau. Ce n’est qu’en 1889 que les Archives sont installées dans des locaux mieux adaptés à cette fonction, aménagés dans l’ancien bâtiment de l’institut de physiologie, place de l’Hôpital. Ces locaux sont toutefois saturés dès le début des années 1930 et Joseph Brauner critique leur inadaptation : rayonnages en bois, hauteurs de rayonnages rendant les échelles indispensables, locaux destinés au public mal ou pas séparés de ceux destinés au personnel. Cette situation persiste toutefois, au point d’entraîner l’arrêt complet des versements.

### Les nouvelles archives
Ce n’est qu’à la fin des années 1990 que débute la construction d’un nouveau bâtiment sous la direction des architectes Claude Denu et Christian Paradon. Il est implanté aux fronts du Neudorf, une ancienne zone portuaire alors en friche qui est réhabilitée en quartier culturel. Les Archives sont ainsi voisines de la médiathèque centrale et du conservatoire. Le nouveau bâtiment est inauguré le 18 juin 2004.
Le bâtiment est constitué de deux parties distinctes. Celle dédiée au public se trouve à l’avant et se caractérise par ses parois vitrées. Elle comprend au rez-de-chaussée le hall d’accueil et des espaces consacrés à la valorisation : une salle de conférence, une salle de classe et une salle d’exposition de 300 m2. L’étage est entièrement occupé par la salle de lecture d’une surface de près de 500 m2. Situés à l’arrière et strictement séparés de l’espace public se trouvent les espaces de stockage et d’administration des archives. La majeure partie de cet espace est aveugle, car occupée par les dix-neuf magasins répartis sur cinq niveaux pour une surface totale de 3 975 m2. Le reste de l’espace contient le quai de déchargement, les salles de tri, les ateliers de restauration et de numérisation ainsi que les bureaux.

### Liste chronologique des responsables des Archives
| Date de début et fin à ce poste | Responsable                            |
| ------------------------------- | -------------------------------------- |
| avant 1582                      | Chancelier de la ville de Strasbourg   |
| 1582 -1594                      | Joseph Jundt                           |
| 1594 - 1622                     | Laurent Clussrath                      |
| 1622 - ?                        | Johann Ulric Fried                     |
| 1730 - 1743                     | Jacques Wencker                        |
|                                 | Henneberg                              |
|                                 | Barth                                  |
|                                 | Gambs                                  |
|                                 | Ehrlen                                 |
|                                 | Horrer                                 |
| 1789 - 1843                     | Pas d’archiviste pendant cette période |
| 1843 -1858                      | Louis Schneegans                       |
| 1858 - 1866                     | Alfred Schweighaeuser                  |
| 1866 - 1899                     | Jean-Charles Brucker                   |
| 1899 - 1919                     | Otto Winckelmann                       |
| 1919 - 1929                     | Georges Delahache                      |
| 1930 - 1945                     | Joseph Brauner                         |
| Un an entre 1946 et 1948        | François Wendel                        |
| 1948 - 1974                     | Philippe Dollinger                     |
| 1975 - 1983                     | François-Joseph Fuchs                  |
| 1983 - 2002                     | Jean-Yves Mariotte                     |
| 2002 - 2022                     | Laurence Perry                         |
| 2023 - en cours                 | Benoît Jordan                          |